# Glass House
The Glass House (glashuset) är ett hus i New Canaan i Connecticut i USA som den amerikanska arkitekten Philip Johnson ritade som bostad åt sig själv. Det utsågs till National Historic Landmark år 1997.
Huset är 17 meter långt och 9,75 meter brett med ytterväggar av glas. Invändigt avdelas de olika utrymmena med låga skåp av valnötsträ. Badrummet är inrymt i en cylindrisk struktur av tegel som går från golv till tak. Yttertaket och de utvändiga balkarna är svarta.

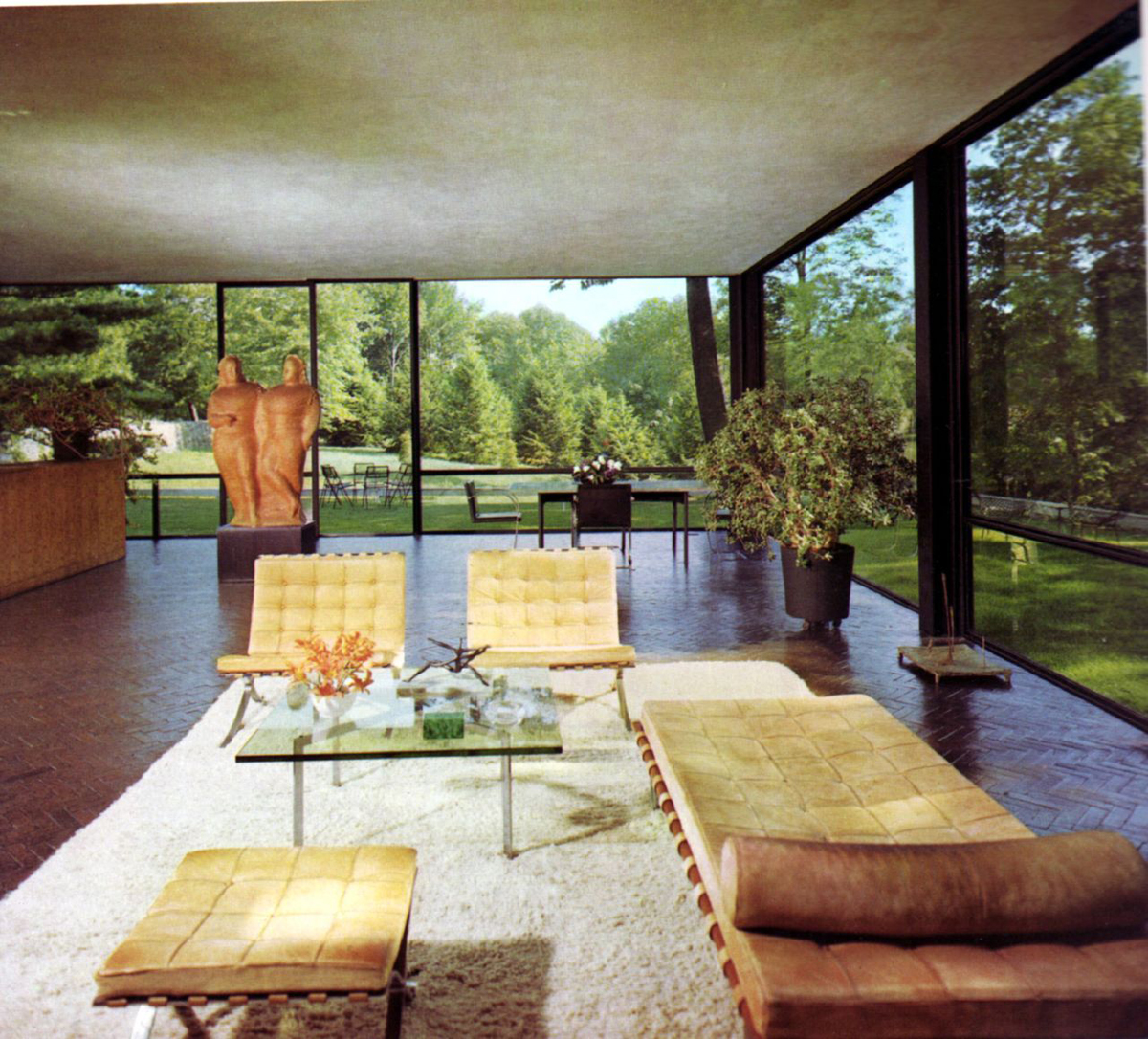
Vardagsrummet med möbler av Ludwig Mies van der Rohe.

Huset är inrett med möbler ritade av den tyske inredningsarkitekten Ludwig Mies van der Rohe. På tomten finns ett gästhus, ett konstgalleri och en skulpturpaviljong och flera andra byggnader som Johnson lät bygga under en period på femtio år.
Området och själva huset kan besökas på guidade visningar.